# Plantago nivalis

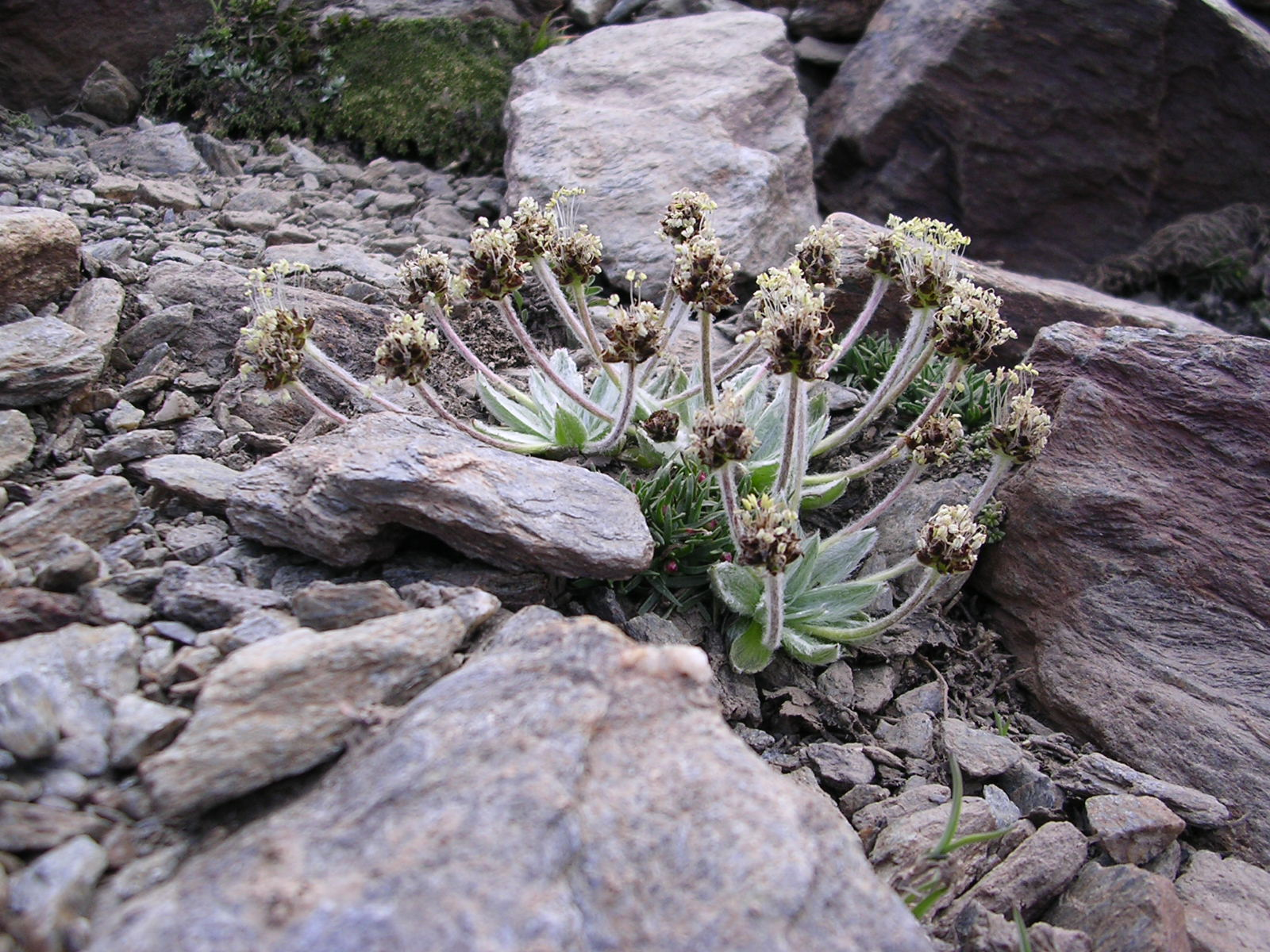
Plantago nivalis en flor.

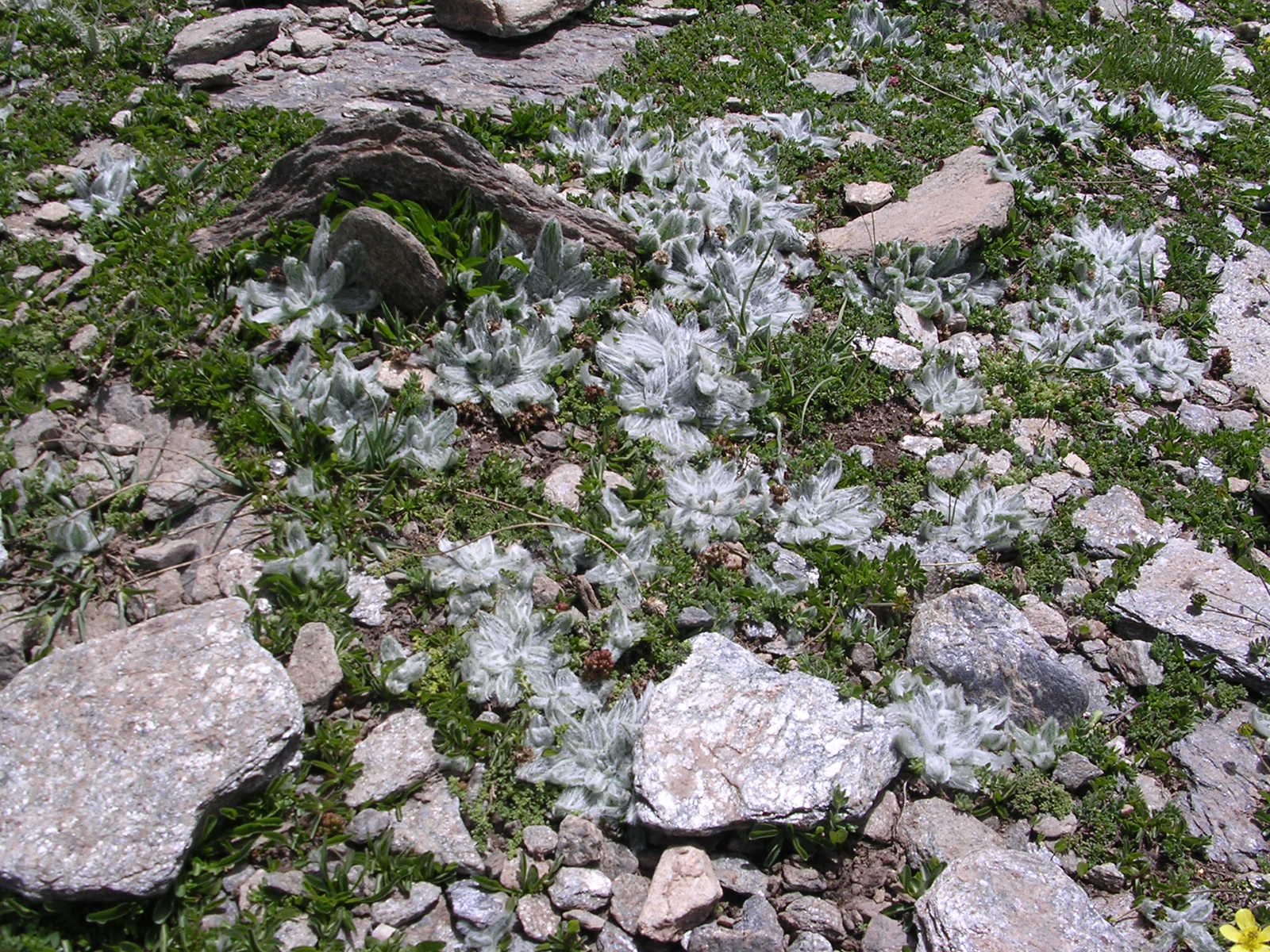
Vista de la planta

La estrella de las nieves o Plantago nivalis es una planta endémica no amenazada de Sierra Nevada (España), auténtico símbolo de este macizo montañoso, que crece exclusivamente por encima de los 3.000 m en los bordes de los borreguiles o pastizales nevadenses de alta montaña, junto a las zonas más húmedas de dichos pastizales. Es un bioindicador de los pisos oromediterráneos y crioromediterráneos.

## Taxonomía
Plantago nivalis fue descrita por Pierre Edmond Boissier y publicado en Voy. Bot. Espagne 2: 533 1841.
Etimología
Plantago: nombre genérico que deriva de plantago = muy principalmente, nombre de varias especies del género Plantago L. (Plantaginaceae) –relacionado con la palabra latina planta, -ae f. = "planta del pie"; por la forma de las hojas, según dicen[¿quién?]–. Así, Ambrosini (1666) nos cuenta: “Es llamada Plantago por los autores latinos, vocablo que toman de la planta del pie (a causa de la anchura de sus hojas, las que recuerdan la planta del pie; y asimismo porque las hojas tienen líneas como hechas con arado, semejantes a las que vemos en la planta del pie)”
nivalis: epíteto latino que significa "de la nieve".
Citología
Números cromosomáticos de Plantago nivalis (Fam. Plantaginaceae) y táxones infraespecíficos:  2n=12

## Nombres vernáculos
- Español: estrella de la nieve (2), estrella de las nieves (2), nevadilla.[4]